# Madhuca pachyphylla
Madhuca pachyphylla là một loài thực vật có hoa trong họ Hồng xiêm. Loài này được (K.Krause) ined. mô tả khoa học đầu tiên.